# Jürgen Lieder
Jürgen Lieder (* 2. März 1937; † 18. Mai 2000) war ein deutscher Tischtennisspieler und -trainer. Als Verbandstrainer beim Hessischen Tischtennisverband HTTV hat er mehrere Spitzenspieler ausgebildet.

## Aktiver
Lieder begann seine Laufbahn beim Verein TGS Rödelheim, mit dem er sich 1973 der FTG Frankfurt anschloss und in der Bundesliga spielte. 1976 wechselte er zum TTC Neuses, weitere Stationen waren TTC Heusenstamm (1978/79, Hessenliga) und in den 1980er Jahren der TV Bieber (Oberliga).
1971 wurde Lieder Hessenmeister im Doppel (mit Wilfried Warnke). Sein größter Erfolg war seine Einladung zur Weltmeisterschaft 1969, wo er an den Individualwettbewerben teilnahm.

## Trainer
1970 verpflichtete der Hessische Tischtennisverband HTTV Jürgen Lieder als Verbandstrainer. Lieder widmete sich insbesondere der Nachwuchsarbeit und bildete bekannte Spieler wie Jörg Roßkopf, Hans-Jürgen Fischer, Richard Prause, Anke Olschewski, Andrea Ullmann und Nina Wolf aus. Seine Tätigkeit wurde 1982 mit der Bronzenen Ehrennadel des HTV gewürdigt.

## Privat
Seit 1987 war Lieder mit seinem ehemaligen "Schützling" Andrea Ullmann verheiratet.

## Turnierergebnisse
| Verband | Veranstaltung     | Jahr | Ort     | Land | Einzel     | Doppel    | Mixed | Team |
| ------- | ----------------- | ---- | ------- | ---- | ---------- | --------- | ----- | ---- |
| FRG     | Weltmeisterschaft | 1969 | München | FRG  | letzte 128 | letzte 32 | Qual  |      |